# 엘리사 도노반

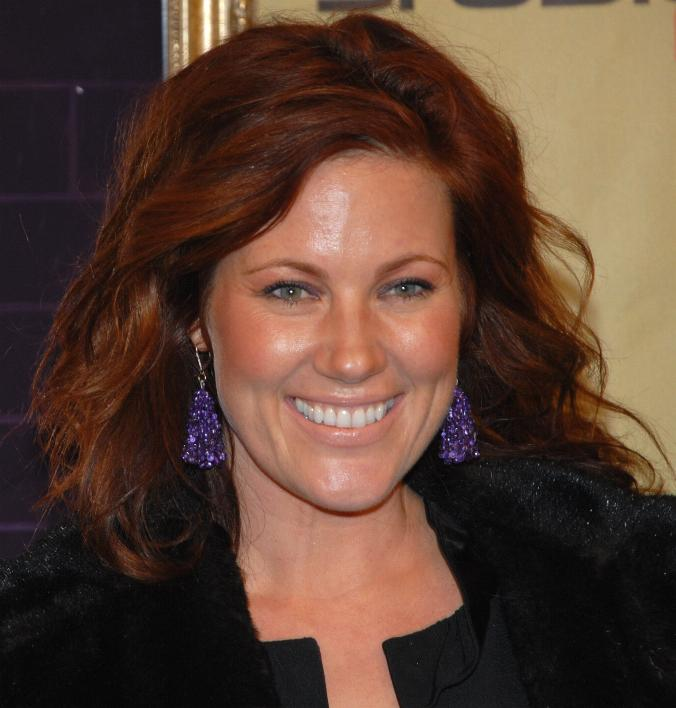

얼리사 도너번(Elisa Donovan, 영어 발음: /əˈlisə/, 1971년 2월 3일 ~ )은 미국의 배우이다.
포킵시에서 태어났다.

## 출연 작품

### 영화
- 클루리스 (1995) - 앰버 역
- 캘리포니아 여자 (1996)
- 슈퍼 히어로 (1997)
- 록스베리 나이트 (1998)
- 월 스트리트의 늑대들 (2002)
- Eve's Christmas (2004)
- 키스 미 어게인 (2006, Kiss Me Again)
- 샤크 스웜 (2008)
- A Golden Christmas (2009)
- 크리스마스를 구한 개 (2009, The Dog Who Saved Christmas Vacation)
  - The Dog Who Saved the Holidays (2012)
  - The Dog Who Saved Summer (2015)
- Complacent (2012)
- 고스트 킬러: 모니카 (2012, MoniKa) - 앤드리아 역
- 카디널 X (2017, MDMA)

### 텔레비전
- 베벌리힐스 아이들 (1995-96)
- 미녀마법사 사브리나 (2000-03)
- 저징 에이미 (2004)